# Philibertiella nitens
Philibertiella nitens là một loài rêu trong họ Ditrichaceae. Loài này được Herzog mô tả khoa học đầu tiên năm 1960.